# Hofanlage Im Dorfe 18
Die Hofanlage Im Dorfe 18 in der niedersächsischen Gemeinde Sandbostel, Ortsteil Ober Ochtenhausen, wurde im 18. Jahrhundert gebaut. Aktuell (2025) wird sie zum Wohnen, als Heilpraxis und als Ferienhaus genutzt.
Die Gebäude stehen unter Denkmalschutz (siehe auch Liste der Baudenkmale in Sandbostel).

## Geschichte und Beschreibung
Ober Ochtenhausen wurde 1218 erstmals erwähnt und gehört zur heutigen Samtgemeinde Selsingen im Landkreis Rotenburg (Wümme).
Die kleine Hofanlage besteht aus
- dem kleinen eingeschossigen giebelständigenen Wohn- und Wirtschaftsgebäude aus der zweiten Hälfte des 18. Jahrhunderts als Zweiständer-Hallenhaus in Fachwerk mit Steinausfachungen, reetgedecktem Krüppelwalmdach, Uhlenloch und der Grooten Door mit Korbbogen,[2]
- der danebenstehenden traufständigen Scheune von um 1850 in Fachwerk mit Steinausfachungen, reetgedecktem Krüppelwalmdach und einer mittleren Längsdurchfahrt.[3]

Das Landesdenkmalamt befand u. a.: „… An der Erhaltung von Wohn-/Wirtschaftsgebäude, Scheune und Hof besteht aus geschichtlichen und städtebaulichen Gründen wegen des ortsgeschichtlichen, gebäudetypischen, straßen- und ortsbildprägenden Zeugniswerts ein öffentliches Interesse ….“